# Liste des ksour au Maroc
Les ksour (singulier : ksar) ou igherman (singulier : ighrem) sont des villages fortifiés situés dans les régions méridionales du Maghreb (Maroc, Algérie, Tunisie, Libye et Mauritanie). 
Les ksour constituent l'une des composantes les plus importantes du patrimoine bâti de ces pays, certains datent de plus de mille ans. 

## Présentation
Le Maroc compte plus de 4 000 ksour (village fortifié) et Kasbah (maison fortifiée), et bien que les trois quarts soient inhabités et en effondrement partiel ou total, les Ksour comptent une population d'environ 1 million.

### Situation géographique
Les ksour du Maroc se trouvent au sud et au sud-est du pays, dans les régions de Souss-Massa, Drâa-Tafilalet, l'Oriental et Guelmim-Oued Noun.

### Efforts déployés pour la préservation des ksour
En 2014, le Ministère de l'Aménagement du Territoire National, de l'Urbanisme, de l'Habitat et de la Politique de la Ville a lancé le "Programme National pour le Développement Durable des Ksour et des Kasbah au Maroc", en partenariat avec le Programme des Nations unies pour le développement (PNUD). 
Ce programme a pour objectif de réhabiliter un certain nombre de Ksour, et d'améliorer les conditions économiques et sociales de leurs habitants à travers la création de projets générateurs de revenus, et cela afin d'établir un modèle duplicable permettant la valorisation durable de l'ensemble des Ksour du pays.

## Liste des ksour par région

### Région deDrâa-Tafilalet

#### Province deOuarzazate
| Nom                 | Image | Coordonnées                 | Commune               | Ville la plus proche | État                         | Classement                     | Réf    |
| ------------------- | ----- | --------------------------- | --------------------- | -------------------- | ---------------------------- | ------------------------------ | ------ |
| Ksar Aït-ben-Haddou |       | 31° 02′ 52″ N, 7° 07′ 48″ O | Commune d'Ait Zineb   | Ouarzazate           | Réhabilité, ouvert au public | Patrimoine mondial de l'UNESCO | ,      |
| Ksar El-Mdint       |       | 31° 02′ 24″ N, 7° 11′ 55″ O | Commune de Amerzgane  | Ouarzazate           |                              | Non classé                     | [ 11 ] |
| Ksar Tabounte       |       | 30° 54′ 13″ N, 6° 54′ 59″ O | Commune de Tarmigt    | Ouarzazate           | Bon état, occupé             | Non classé                     | [ 12 ] |
| Ksar Tadoula        |       | 31° 01′ 28″ N, 7° 10′ 22″ O | Commune de Amerzgane  | Ouarzazate           |                              | Non classé                     | [ 13 ] |
| Ksar Tamdakht       |       | 31° 05′ 14″ N, 7° 08′ 40″ O | Commune de Télouet    | Ouarzazate           | Bon état, occupé             | Non classé                     | [ 14 ] |
| Ksar Taourirt       |       | 30° 55′ 13″ N, 6° 53′ 57″ O | Commune de Ouarzazate | Ouarzazate           | Bon état, occupé             | Non classé                     | [ 15 ] |

#### Province deZagora
| Nom                     | Image | Coordonnées                 | Commune                         | Ville la plus proche | État                                         | Classement | Réf    |
| ----------------------- | ----- | --------------------------- | ------------------------------- | -------------------- | -------------------------------------------- | ---------- | ------ |
| Ksar Adwafil            |       | 29° 59′ 48″ N, 5° 32′ 41″ O | Commune de Ktaoua               | Zagora               | Bon état, majoritairement occupé             | Non classé | [ 16 ] |
| Ksar Aghla Oudrar       |       | 30° 18′ 04″ N, 5° 47′ 11″ O | Commune de Tamegroute           | Zagora               | Très peu occupé                              | Non classé | [ 17 ] |
| Ksar Agni               |       | 30° 15′ 38″ N, 5° 42′ 41″ O | Commune de Tamegroute           | Zagora               | Majoritairement occupé                       | Non classé | [ 18 ] |
| Ksar Ait Issa ou Brahim |       | 30° 03′ 09″ N, 5° 30′ 38″ O | Commune de Ktaoua               | Zagora               | Mauvais état, peu occupé                     | Non classé | [ 19 ] |
| Ksar Ait Khardi         |       | 30° 01′ 42″ N, 5° 30′ 54″ O | Commune de Tagounite            | Zagora               | Mauvais état, abandonné                      | Non classé | [ 20 ] |
| Ksar Ait Zemrou         |       | 30° 03′ 01″ N, 5° 30′ 43″ O | Commune de Ktaoua               | Zagora               | État moyen, majoritairement occupé           | Non classé | [ 21 ] |
| Ksar Akhlouf            |       | 30° 30′ 19″ N, 6° 04′ 04″ O | Commune de Bouzeroual           | Zagora               | Très mauvais état, peu occupé                | Non classé | [ 22 ] |
| Ksar Amamou             |       | 30° 02′ 01″ N, 5° 30′ 51″ O | Commune de Zagora               | Zagora               | Bon état, occupé                             | Non classé | [ 23 ] |
| Ksar Amezrou            |       | 30° 18′ 27″ N, 5° 49′ 23″ O | Commune de Zagora               | Zagora               | Bon état, occupé                             | Non classé | [ 24 ] |
| Ksar Aramd              |       | 30° 40′ 06″ N, 6° 22′ 55″ O | Commune de Tansifte             | Agdz                 | Mauvais état, abandonné                      | Non classé | [ 25 ] |
| Ksar Asrir              |       | 30° 21′ 31″ N, 5° 50′ 31″ O | Commune de Zagora               | Zagora               | Bon état, entièrement occupé                 | Non classé | [ 26 ] |
| Ksar Astour             |       | 30° 25′ 20″ N, 5° 50′ 40″ O | Commune de Beni Zouli           | Zagora               | Bon état, entièrement occupé                 | Non classé | [ 27 ] |
| Ksar Awriz              |       | 30° 40′ 52″ N, 6° 25′ 46″ O | Commune de Tansifte             | Agdz                 | Mauvais état, abandonné                      | Non classé | [ 28 ] |
| Ksar Beni Hayyoun       |       | 29° 59′ 07″ N, 5° 33′ 02″ O | Commune de Tagounite            | Zagora               | Mauvais état, entièrement occupé             | Non classé | [ 29 ] |
| Ksar Beni Sbih          |       | 29° 57′ 19″ N, 5° 33′ 47″ O | Commune de Tagounite            | Zagora               | Mauvais état, majoritairement occupé         | Non classé | [ 30 ] |
| Ksar Beni Skouken       |       | 30° 00′ 56″ N, 5° 30′ 51″ O | Commune de Ktaoua               | Zagora               | État moyen, occupé                           | Non classé | [ 31 ] |
| Ksar Beni Zouli         |       | 30° 26′ 16″ N, 5° 53′ 57″ O | Commune de Beni Zouli           | Zagora               | Partiellement en ruine, non occupé           | Non classé | [ 32 ] |
| Ksar Bounou             |       | 29° 49′ 19″ N, 5° 40′ 26″ O | Commune de M'hamid El Ghezlane  | Zagora               | Partiellement en ruine, non occupé           | Non classé | [ 33 ] |
| Ksar Gorguir            |       | 29° 56′ 41″ N, 5° 30′ 52″ O | Commune de Ktaoua               | Zagora               | Très mauvais état, abandonné                 | Non classé | [ 34 ] |
| Ksar Igharghar          |       | 30° 40′ 38″ N, 6° 17′ 36″ O | Commune d'Afra                  | Zagora, Ouarzazate   | Etat moyen, partiellement occupé             | Non classé | [ 35 ] |
| Ksar Ighrdayen          |       | 30° 25′ 10″ N, 5° 52′ 24″ O | Commune de Beni Zouli           | Zagora               | Etat moyen, partiellement occupé             | Non classé | [ 36 ] |
| Ksar Izakhniwen         |       | 30° 49′ 03″ N, 5° 39′ 46″ O | Commune de Tamegroute           | Zagora               | Totalement occupé                            | Non classé | [ 37 ] |
| Ksar Lblida             |       | 29° 58′ 55″ N, 5° 30′ 40″ O | Commune de Ktaoua               | Zagora               | État moyen, non occupé                       | Non classé | [ 38 ] |
| Ksar Lghlad             |       | 30° 02′ 06″ N, 5° 30′ 47″ O | Commune de Ktaoua               | Zagora               | Bon état, majoritairement occupé             | Non classé | [ 39 ] |
| Ksar Lkbir              |       | 29° 55′ 21″ N, 5° 30′ 33″ O | Commune de Ktaoua               | Zagora               | Mauvais état, abandonné                      | Non classé | [ 40 ] |
| Ksar Mougni             |       | 30° 27′ 03″ N, 5° 58′ 26″ O | Commune de Bouzeroual           | Zagora               | Bon état, occupé                             | Non classé | [ 41 ] |
| Ksar Oulad Amar         |       | 30° 01′ 52″ N, 5° 30′ 51″ O | Commune de Ktaoua               | Zagora               | Délabré, très peu occupé                     | Non classé | [ 42 ] |
| Ksar Oulad Driss        |       | 29° 49′ 51″ N, 5° 39′ 20″ O | Commune de M'hamid El Ghezlane  | Zagora               |                                              | Non classé | [ 43 ] |
| Ksar Oulad Youssef      |       | 30° 01′ 36″ N, 5° 30′ 49″ O | Commune de Ktaoua               | Zagora               | Mauvais état, peu occupé                     | Non classé | [ 44 ] |
| Ksar Nasrate            |       | 30° 00′ 51″ N, 5° 31′ 49″ O | Commune de Ktaoua               | Zagora               | État moyen, partiellement occupé             | Non classé | [ 45 ] |
| Ksar N'Ayt Gazzou       |       | 30° 03′ 02″ N, 5° 29′ 14″ O | Commune de Ktaoua               | Zagora               | Délabré, abandonné                           | Non classé | [ 46 ] |
| Ksar Rgabi N'Ayt Hassou |       | 29° 50′ 16″ N, 5° 38′ 12″ O | Commune de M'hamid El Ghezlane  | Zagora               | Bon état, entièrement occupé                 | Non classé | [ 32 ] |
| Ksar Sart               |       | 30° 17′ 56″ N, 5° 48′ 26″ O | Commune de Tamegroute           | Zagora               |                                              | Non classé | [ 47 ] |
| Ksar Taachate           |       | 30° 02′ 58″ N, 5° 30′ 25″ O | Commune de Ktaoua               | Zagora               | Très mauvais état, abandonné                 | Non classé | [ 48 ] |
| Ksar Taguersift         |       | 30° 38′ 58″ N, 6° 08′ 40″ O | Commune de Fezouata             | Zagora               | Très peu occupé                              | Non classé | [ 49 ] |
| Ksar Taqchourte         |       | 30° 03′ 33″ N, 5° 30′ 11″ O | Commune de Ktaoua               | Zagora               | Mauvais état, peu occupé                     | Non classé | [ 50 ] |
| Ksar Tamegroute         |       | 30° 15′ 38″ N, 5° 40′ 47″ O | Commune de Tamegroute           | Zagora               | État moyen, partiellement occupé             | Non classé | [ 51 ] |
| Ksar Tamjoute           |       | 30° 24′ 33″ N, 5° 49′ 27″ O | Commune d'Errouha               | Zagora               | État moyen, partiellement occupé             | Non classé | [ 52 ] |
| Ksar Tamnougalt         |       | 30° 40′ 46″ N, 6° 23′ 18″ O | Commune de Mezguita             | Agdz                 | Partiellement en ruine, partiellement occupé | Non classé | [ 53 ] |
| Ksar Tansikht           |       | 30° 41′ 02″ N, 6° 10′ 41″ O | Commune de Tamezmoute           | Zagora               | État moyen, entièrement occupé               | Non classé | [ 54 ] |
| Ksar Targh Ellil        |       | 30° 26′ 09″ N, 5° 53′ 10″ O | Commune de Beni Zouli           | Zagora               | Mauvais état, abandonné                      | Non classé | [ 55 ] |
| Ksar Tidsi              |       | 30° 24′ 50″ N, 5° 49′ 48″ O | Commune de Beni Zouli           | Zagora               | Mauvais état, très peu occupé                | Non classé | [ 56 ] |
| Ksar Timtig             |       | 30° 16′ 55″ N, 5° 44′ 23″ O | Commune de Tamegroute           | Zagora               | Très peu occupé                              | Non classé | [ 57 ] |
| Ksar Tingdid Tighremt   |       | 30° 25′ 30″ N, 5° 51′ 06″ O | Commune de Beni Zouli           | Zagora               | État moyen, occupé                           | Non classé | [ 58 ] |
| Ksar Timasla            |       | 30° 34′ 45″ N, 6° 07′ 55″ O | Commune de Oulad Yahya Legraire | Zagora               | Mauvais état, peu occupé                     | Non classé | [ 59 ] |
| Ksar Timidart           |       | 30° 40′ 59″ N, 6° 17′ 53″ O | Commune d'Afra                  | Zagora,Ouarzazate    | Très mauvais état, peu occupé                | Non classé | [ 60 ] |
| Ksar Tinzouline         |       | 30° 29′ 53″ N, 6° 05′ 53″ O | Commune de Tinzouline           | Zagora               | Mauvais état, peu occupé                     | Non classé | [ 61 ] |
| Ksar Tirraf             |       | 29° 54′ 43″ N, 5° 30′ 59″ O | Commune de Ktaoua               | Zagora               | État moyen, partiellement occupé             | Non classé | [ 62 ] |
| Ksar Tissergate         |       | 30° 23′ 47″ N, 5° 51′ 31″ O | Commune de Ternata              | Zagora               |                                              | Non classé | [ 63 ] |

#### Province d'Errachidia
| Nom                    | Image | Coordonnées                  | Commune              | Ville la plus proche | État | Classement | Réf    |
| ---------------------- | ----- | ---------------------------- | -------------------- | -------------------- | ---- | ---------- | ------ |
| Ksar Asrir             |       | 31° 53′ 28″ N, 4° 22′ 20″ O  |                      | Errachidia           |      | Non classé | [ 64 ] |
| Ksar El Khorbat        |       | 31° 29′ 32″ N, 5° 05′ 15″ O  |                      | Tinejdad             |      | Non classé | [ 65 ] |
| Ksar El Maadid         |       | 31° 28′ 00″ N, 4° 12′ 55″ O  |                      | Arfoud               |      | Non classé | [ 66 ] |
| Ksar Sidi Bou Abdellah |       | 31° 54′ 00″ N, 4° 23′ 00″ O  |                      | Errachidia           |      | Non classé | [ 67 ] |
| Ksar Lamaarka          |       | 31° 38′ 25″ N, 4° 12′ 50″ O  | Commune de Rteb      | Arfoud               |      | Non classé | [ 68 ] |
| Ksar Tabouassamt       |       | 31° 14′ 22″ N, 4° 16′ 29″ O  | Commune d'Er-Rissani | Er-Rissani           |      | Non classé | [ 69 ] |
| Ksar Ammar             |       | 31º 14,170’ N, 04º 13,851’ O |                      | Er-Rissani           |      | Non classé |        |

#### Province deTinghir
| Nom                 | Image | Coordonnées                 | Commune            | Ville la plus proche | État             | Classement | Réf    |
| ------------------- | ----- | --------------------------- | ------------------ | -------------------- | ---------------- | ---------- | ------ |
| Ksar Achbarou       |       | 31° 08′ 54″ N, 5° 05′ 18″ O | Commune d'Alnif    | Tinghir              | Bon état, habité | Non classé | [ 70 ] |
| Ksar Ali Ait El Haj |       | 31° 31′ 10″ N, 5° 31′ 39″ O | Commune de Tinghir | Tinghir              |                  | Non classé | [ 70 ] |
| Ksar Alnif          |       | 31° 07′ 00″ N, 5° 09′ 55″ O | Commune d'Alnif    | Tinghir              | Bon état, habité | Non classé | [ 70 ] |

#### Province deMidelt
| Nom                           | Image | Coordonnées                 | Commune | Ville la plus proche | État                               | Classement | Réf    |
| ----------------------------- | ----- | --------------------------- | ------- | -------------------- | ---------------------------------- | ---------- | ------ |
| Ksar Ait Ali Oulhsan          |       | 32° 25′ 14″ N, 4° 27′ 52″ O |         | Midelt               | En ruine                           | Non classé | [ 71 ] |
| Ksar Ait L’Kaid               |       | 32° 23′ 45″ N, 4° 27′ 01″ O |         | Midelt               | En ruine, non occupé               | Non classé | [ 71 ] |
| Ksar Ait Ouafella             |       | 32° 24′ 01″ N, 4° 26′ 45″ O |         | Midelt               |                                    | Non classé | [ 71 ] |
| Ksar Ait Sidi L'Hbib          |       | 32° 24′ 39″ N, 4° 27′ 50″ O |         | Midelt               | En ruine, abandonné                | Non classé | [ 71 ] |
| Ksar Al Zaouiat               |       | 32° 24′ 05″ N, 4° 27′ 17″ O |         | Midelt               |                                    | Non classé | [ 71 ] |
| Ksar Asselim Ait Amo          |       | 32° 23′ 03″ N, 4° 26′ 41″ O |         | Midelt               |                                    | Non classé | [ 71 ] |
| Ksar Asselim Ait Echo         |       | 32° 23′ 05″ N, 4° 26′ 42″ O |         | Midelt               |                                    | Non classé | [ 71 ] |
| Ksar Asselim Ait Said         |       | 32° 23′ 04″ N, 4° 26′ 41″ O |         | Midelt               | Partiellement en ruine             | Non classé | [ 71 ] |
| Ksar Assaka                   |       | 32° 24′ 00″ N, 4° 27′ 39″ O |         | Midelt               |                                    | Non classé | [ 71 ] |
| Ksar Berroum                  |       | 32° 23′ 02″ N, 4° 27′ 15″ O |         | Midelt               |                                    | Non classé | [ 71 ] |
| Ksar Bouzmellah               |       | 32° 24′ 07″ N, 4° 27′ 07″ O |         | Midelt               | Partiellement en ruine, occupé     | Non classé | [ 71 ] |
| Ksar Flililou Taffraout       |       | 32° 22′ 29″ N, 4° 27′ 03″ O |         | Midelt               | En ruine, abandonné                | Non classé | [ 71 ] |
| Ksar Flililou Tahinoust       |       | 32° 22′ 30″ N, 4° 27′ 07″ O |         | Midelt               | En ruine, abandonné                | Non classé | [ 71 ] |
| Ksar Ibzazn                   |       | 32° 23′ 02″ N, 4° 26′ 39″ O |         | Midelt               | Partiellement en ruine, abandonné  | Non classé | [ 71 ] |
| Ksar Iguerrouane              |       | 32° 24′ 40″ N, 4° 27′ 48″ O |         | Midelt               | Partiellement en ruine, peu occupé | Non classé | [ 71 ] |
| Ksar Otmane Ou Moussa         |       | 32° 24′ 19″ N, 4° 26′ 44″ O |         | Midelt               | Bon état, entièrement occupé       | Non classé | [ 71 ] |
| Ksar Smoura                   |       | 32° 23′ 41″ N, 4° 27′ 07″ O |         | Midelt               | Partiellement en ruine, abandonné  | Non classé | [ 71 ] |
| Ksar Taâkit                   |       | 32° 24′ 09″ N, 4° 27′ 02″ O |         | Midelt               | Partiellement en ruine, occupé     | Non classé | [ 71 ] |
| Ksar Tabenaâtout              |       | 32° 23′ 30″ N, 4° 27′ 10″ O |         | Midelt               |                                    | Non classé | [ 71 ] |
| Ksar Tachaouit                |       | 32° 24′ 53″ N, 4° 26′ 42″ O |         | Midelt               | Restauré, occupé                   | Non classé | [ 71 ] |
| Ksar Tachiouine               |       | 32° 24′ 06″ N, 4° 26′ 25″ O |         | Midelt               | Mauvais état, occupé               | Non classé | [ 71 ] |
| Ksar Tajilalit                |       | 32° 41′ 55″ N, 4° 46′ 48″ O |         | Midelt               | En ruine                           | Non classé | [ 71 ] |
| Ksar Taddamoute               |       | 32° 42′ 16″ N, 4° 46′ 48″ O |         | Midelt               | Partiellement en ruine, occupé     | Non classé | [ 71 ] |
| Ksar Tamoussa ou Ali          |       | 32° 24′ 10″ N, 4° 26′ 46″ O |         | Midelt               |                                    | Non classé | [ 71 ] |
| Ksar Tatiouine                |       | 32° 21′ 13″ N, 4° 27′ 20″ O |         | Midelt               | Partiellement en ruine             | Non classé | [ 71 ] |
| Ksar Tissouit Ait Seghrouchen |       | 32° 21′ 56″ N, 4° 25′ 55″ O |         | Midelt               |                                    | Non classé | [ 71 ] |
| Ksar Tissouit Sidi Hamza      |       | 32° 22′ 56″ N, 4° 26′ 37″ O |         | Midelt               | En ruine                           | Non classé | [ 71 ] |

### Région deSouss-Massa

#### Province de Chtouka Ait Baha
| Nom             | Image | Coordonnées                 | Commune      | Ville la plus proche | État                         | Classement | Réf |
| --------------- | ----- | --------------------------- | ------------ | -------------------- | ---------------------------- | ---------- | --- |
| Ksar Tizourgane |       | 29° 53′ 13″ N, 9° 00′ 07″ O | Ida Ougnidif | Aït Baha, Tafraout   | Réhabilité en maison d’hôtes | Non classé | ,   |

#### Province de Tata
| Nom          | Image | Coordonnées                 | Commune            | Ville la plus proche | État | Classement | Réf    |
| ------------ | ----- | --------------------------- | ------------------ | -------------------- | ---- | ---------- | ------ |
| Ksar Akka    |       | 29° 23′ 35″ N, 8° 15′ 41″ O | Commune d'Akka     | Tata                 |      | Non classé | [ 74 ] |
| Ksar Tissint |       | 29° 54′ 07″ N, 7° 18′ 56″ O | Commune de Tissint | Tata                 |      | Non classé | [ 75 ] |

### Région del'Oriental
| Nom                 | Image | Coordonnées                 | Commune                                  | Ville la plus proche | État                           | Classement | Réf    |
| ------------------- | ----- | --------------------------- | ---------------------------------------- | -------------------- | ------------------------------ | ---------- | ------ |
| Ksar Aïn Chaïr      |       | 32° 12′ 02″ N, 2° 31′ 08″ O | Province de Figuig, Commune de Aïn Chaïr | Figuig               |                                | Non classé | [ 76 ] |
| Ksar Hammam Fougani |       | 32° 07′ 05″ N, 1° 13′ 05″ O | Province de Figuig                       | Figuig               |                                | Non classé | [ 77 ] |
| Ksar Ich            |       | 32° 30′ 46″ N, 1° 00′ 11″ O | Province de Figuig, Commune de Beni Guil | Figuig               | Habité en bon état             | Non classé | [ 78 ] |
| Ksar Lamaïz         |       | 32° 06′ 57″ N, 1° 13′ 46″ O | Province de Figuig                       | Figuig               | Restauré                       | Non classé | [ 77 ] |
| Ksar Loudaghir      |       | 32° 06′ 58″ N, 1° 14′ 08″ O | Province de Figuig                       | Figuig               |                                | Non classé | [ 79 ] |
| Ksar Ouled Slimane  |       | 32° 06′ 50″ N, 1° 13′ 49″ O | Province de Figuig                       | Figuig               |                                | Non classé | [ 77 ] |
| Ksar Zenaga         |       | 32° 05′ 57″ N, 1° 14′ 10″ O | Province de Figuig                       | Figuig               | Partiellement en ruine, habité | Non classé | [ 80 ] |

### Région deGuelmim-Oued Noun
| Nom       | Image | Coordonnées                 | Commune                            | Ville la plus proche | État             | Classement | Réf    |
| --------- | ----- | --------------------------- | ---------------------------------- | -------------------- | ---------------- | ---------- | ------ |
| Ksar Assa |       | 28° 36′ 16″ N, 9° 25′ 47″ O | Province d'Assa Zag Commune d'Assa | Assa                 | Restauré, habité | Non classé | [ 81 ] |